# Solaris Urbino 18 electric
A Solaris Urbino 18 electric egy akkumulátoros elektromos, alacsonypadlós, csuklós városi busztípus, melyet a lengyel Solaris Bus & Coach gyárt a Poznań melletti Bolechowo-Osiedle-ben 2014 óta. A Solaris Urbino városi buszcsaládhoz tartozik, és a gyártó rövidebb elektromos városi buszainak – Solaris Urbino 8,9 LE electric és Solaris Urbino 12 electric – csuklós változata.
Az Urbino 18 elektromos modell első egységeit a Solaris Urbino 18 belsőégésű motor modell harmadik generációja alapján hozták létre. 2017-től készül a modell következő, negyedik generációja. 2014-ben a hosszabbított Solaris Urbino 18.75 electric modellből 2 db hidrogén-üzemanyagcellás kiegészítő támogatással is készült, egy hamburgi vásárlónak szánta.
A buszhajtás a ZF megoldásokon alapul, a busz elektromos berendezése pedig a következőket tartalmazza: a Medcom termékeken. A villamosenergiát a tetőn, az oldalfalakon és a busz hátulján elhelyezett akkumulátorokban tárolják. A töltés áramszedővel vagy dugaszolható csatlakozón keresztül történik, a Braunschweig hordozóhoz készült változatban pedig induktív töltővel is.
Lengyelországban a Solaris Urbino 18 elektromos buszokat Jaworzno, Katowice, Krakkó, Poznań, Szczecin és Varsó önkormányzati közlekedési cégei üzemeltetik.

## Történelem

### Genesis

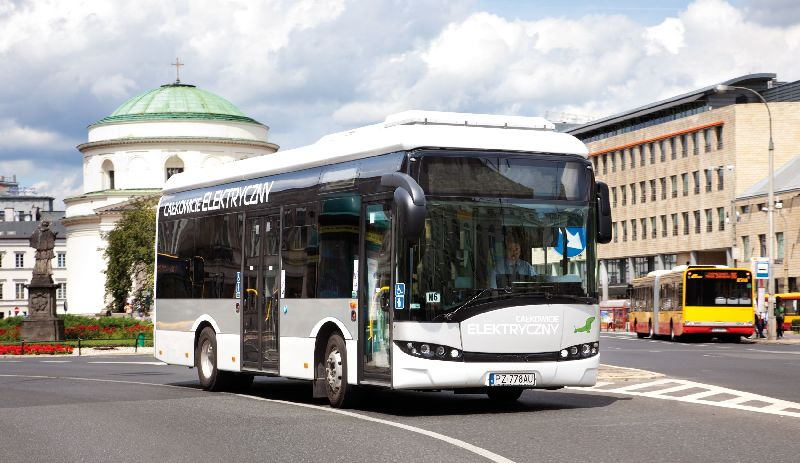
Solaris Urbino 8.9 LE electric – az első teljesen elektromos városi busztípus a Solaristól

1999-ben a Solaris bemutatta első városi busztípusát a Urbino típuscsaládból – Solaris Urbino 12-t. Ugyanebben az évben került sor a csuklós Solaris Urbino 18 modell premierjére. A következő években a városi buszok kínálata új modellekkel bővült, kezdetben hagyományos meghajtással. 2002-ben bemutatták az Urbino új változatát, az ún 2. generáció. Két évvel később, 2004 Bemutatták az Urbino harmadik generációját. A harmadik generáció részeként 2006-ban a hannoveri IAA Nutzfahrzeuge vásáron a Solaris Bus & Coach bemutatta az első hibrid modellt , a Solaris Urbino 18 Hybridet, amelyet az Alisson Transmission és a Cummins amerikai cégekkel együttműködésben hoztak létre. Ez volt az első hibrid városi busz sorozatgyártásban Európában. Így a Solaris csatlakozott a tömegközlekedés ökotechnológiáinak európai vezetőihez. Krzysztof Olszewski, a Solaris Bus & Coach alapítója ekkor a következőt mondta: „A dízel halott, éljen az elektromosság!" Az első teljesen elektromos busztípust, Solaris Urbino 8.9 LE electricet 2012-ben mutatták be. A járművet többek között tesztelték poznańi, krakkói, varsói és jaworznói szállítóival. A Solaris elektromos busz első címzettje egy klagenfurti osztrák fuvarozó volt. Az ilyen típusú járművek voltak az első elektromos buszok Lengyelországban, amelyek egy fuvarozó tulajdonában voltak - 2014-ben. ebből a modellből két példányt küldtek Ostrołękának. 2012-ben megtörtént a Solaris Urbino 12 electric városi busztípus premierje, amely gyorsan az egyik legkelendőbb elektromos busztípus lett, negyedik generációját pedig 2017-ben pedig megválasztották Az Év Autóbuszának.
- Solaris Urbino 18 III dla Brunszwiku podczas premiery na targach Innotrans (rok prod. 2014)
- Solaris Urbino 18,75 electric z ogniwem paliwowym (Hochbahn Hamburg, rok prod. 2014)
- Stanowisko kierowcy w Urbino 18 III w wersji z panelami dotykowymi (rok prod. 2014)

 Az elektromos Solaris Urbino csuklós változat premierje 2014 szeptemberében volt a berlini InnoTrans kiállításon. Az első négy példányt (beleértve a prototípust is) a Braunschweiger Verkehrs-GmbH üzemeltetőnek szánták a németországi Braunschweigből, ahová 12 méteres, szóló elektromos Solaris buszokkal együtt szállították. Ezek a járművek a Bombardier által biztosított innovatív Primove induktív töltőrendszerrel vannak felszerelve. A jármű tetején 90 kWh összkapacitású lítium-ion vontatási akkumulátorok vannak elhelyezve. A hajtás egy központi aszinkron motor, 240 kW (326 LE) teljesítménnyel a jármű második részében. Az elektromos berendezéseket a német Vossloh Kiepe cég biztosította, míg a futómű ZF megoldásokra épül.
2014 végén a Solaris Hamburgban két példát mutatott be a hosszabbított Urbino 18.75 típusú, üzemanyagcellás elektromos buszokból. Ez volt az első olyan jármű, amelyet Lengyelországban Hidrogént használtak üzemanyagként. Az alapvető energiaforrás a jármű tetején elhelyezett vonóakkumulátorok, amelyek kapacitása 120 kWh. Ezeket az akkumulátorokat a busz útvonala mentén elhelyezett töltőkkel és 85 kW effektív teljesítményű üzemanyagcellával töltik. A Ballard cég készítette. Ennek a megoldásnak köszönhetően az akkumulátor élettartama meghosszabbodik, és a buszok naponta akár 300 km-t is megtehetnek, ami az elektromos buszoknál soha nem látott teljesítmény volt. A Solaris Urbino 18.75 Electric segédüzemanyagcellás tápegységgel elnyerte a Fenntartható Fejlődés 2015 címet a Csuklós busz kategóriában a Busplaner német ipari magazin.

2016 októberében a Solaris bemutatta a harmadik generációs Urbino 18 electric két példányát a barcelonai TMB üzemeltetőhöz. Összesen 6 db Urbino 18 electric és 2 db Urbino 18.75 típusú electric busz kelt el a harmadik generációból.
- Solaris Urbino 18 electric IV generacji na linii nr 75 w Szczecinie
- Prototypowy Urbino 18 electric IV generacji na testach w Warszawie (rok prod. 2017)
- Urbino 18 electric IV generacji po faceliftingu w Krakowie (prod. 2020)
- Tył testowego Solarisa Urbino 18 w MZA Warszawa (prod. 2017)
- Autobusy Solaris Urbino 18 electric IV generacji podczas ładowania pantografem w Berlinie

 2014-ben a Solaris bemutatta az új generációs Urbino 18 modellt, de csak a hagyományos meghajtással szerelt változatban. 2015-ben a Solaris bemutatta a 4. generációs elektromos busz 12 méteres változatát, a Solaris Urbino 18 electric 4. generációjának hivatalos premierje pedig a Busworld vásáron volt a belgiumi Kortrijkben 2017 őszén. A modell az előző generációs modellekből ismert megoldásokra épül, de bevezették a modernebb járműkialakítást, némileg módosultak a belső stílusban, illetve finomodtak egyes dizájnelemek. A demonstráció 240 kW (326 LE) teljesítményű központi motort és Solaris High Energy akkumulátorokat használt.
Még a hivatalos premier előtt átadták a vásárlóknak az új Urbino 18 electric első darabjait. 2017 augusztusában az MPK Kraków lett az első címzettjük, ahová 3 db ilyen buszt szállítottak, valamint további 17 db-ot a 12 méteres változatból. Az egyik ilyen Urbino 18 electric volt a 15 000. Solaris jármű. A szállítás egy 2016 közepén elért győzelem eredménye volt. pályázat  . Szeptemberben az Urbino 18 Electric újabb prototípusa hagyta el a gyárat, amelynek gyártása az év eleje óta folyt. Az MPK Poznań tesztelte, és ugyanazon év novemberétől a varsói MZA Warszawánál tesztelték, ami három évig tart. Ugyanebben a hónapban a Solaris 9 darab ilyen típusú buszt szállított a PKM Jaworzno-nak. A következő évben a Solaris Urbino 18 elektromos buszokat Barcelonában (3 darab) és Katowicében (5 darab) szállították le a vásárlóknak. 2019-ben a Solaris nyerte meg Európa eddigi legnagyobb, elektromos buszok szállítására kiírt pályázatát, amelynek keretében 2020-ban megkezdte a 130 db Solaris Urbino 18 elektromos busz szállítását a varsói MZA-nak.
2018 októberében a kielcei Transexpo vásáron a Solaris bemutatta az Urbino típuscsalád összes városi buszának arculatát. A fényszórók formája megváltozott, a tető első fala és felső burkolatai más profilozásra kerültek, ami javítja a jármű aerodinamikáját, valamint a szélvédő formája is megváltozott, ami jobb kilátást eredményezett a vezetőfülkéből . Az új kialakítás a 2019 eleje óta gyártott összes buszra vonatkozik. , köztük az Urbino 18 elektromos modell   . 2019 októberében a brüsszeli Busworld vásáron a Solaris bemutatta az Urbino 18 electricet, amely új típusú Solaris High Energy + akkumulátorral van felszerelve, maximális kapacitása 553 kWh (korábban 300 kWh volt). A buszt a Mobileye biztonsági rendszerrel, valamint a hagyományos külső tükrök helyett kamerákból és monitorokból álló rendszerrel is ellátták. 2022-ben a Solaris az Urbino 18.75 elektromos kiterjesztett változatát mutatta be az Urbino negyedik generációjának részeként. Az ilyen típusú járművek első megrendelése 183 darab vásárlása volt. az Unibuss fuvarozó által az oslói összeköttetések üzemeltetésére.
|                                         |                  | Urbino 18 electric III                                                                                  | Urbino 18 electric IV                                                                                   |
| DANE PODSTAWOWE:                        | DANE PODSTAWOWE: | DANE PODSTAWOWE:                                                                                        | DANE PODSTAWOWE:                                                                                        |
| --------------------------------------- | ---------------- | --- | --- |
| Hosszúság                               | [mm]             | 18 000                                                                                                  | 18 000                                                                                                  |
| Wysokość                                | [mm]             | 3250 | 3300 |
| Szerokość                               | [mm]             | 2550 | 2550 |
| Rozstaw osi                             | [mm]             | 5130 / 6770                                                                                             | 5900 / 6000                                                                                             |
| Zwis przedni / tylny                    | [mm]             | 2700 / 3400                                                                                             | 2700 / 3400                                                                                             |
| Kąt natarcia / zejścia                  | [°]              | 7 / 7                                                                                                   | 7 / 7                                                                                                   |
| Średnica zawracania                     | [m]              | ~23 | ~23 |
| UKŁAD NAPĘDOWY, BATERIE I UKŁAD JEZDNY: |                  | | |
| Silnik elektryczny                      |                  | centralny asynchroniczny, 240 kW                                                                        | centralny asynchroniczny lub w osi                                                                      |
| Akkumulátor                             |                  | litowo-jonowe                                                                                           | litowo-jonowe lub litowo-jonowo-tytanowe                                                                |
| Ładowanie                               |                  | pantograf, plug-in lub indukcja                                                                         | pantograf lub plug-in                                                                                   |
| Oś przednia                             |                  | niezależna (opcja: sztywna) ZF                                                                          | niezależna (opcja: sztywna) ZF                                                                          |
| Oś środkowa                             |                  | neutralna ZF                                                                                            | neutralna ZF                                                                                            |
| Oś napędowa                             |                  | oś portalowa ZF                                                                                         | oś portalowa ZF (opcjonalnie z silnikami elektrycznymi w osi)                                           |
| Układ smarowania                        |                  | centralny punkt smarny, smar stały; opcja: system centarlnego smarowania z autodiagnozą, smar półpłynny | centralny punkt smarny, smar stały; opcja: system centarlnego smarowania z autodiagnozą, smar półpłynny |
| Układ poziomujący                       |                  | ECAS z funkcją przyklęku (o ok. 70 mm z prawej strony) i podnoszenia (o 60 mm)                          | ECAS z funkcją przyklęku (o ok. 70 mm z prawej strony) i podnoszenia (o 60 mm)                          |
| Hamulce                                 |                  | EBS, ABS, ASR, hamulec ręczny, hamulec przystankowy                                                     | EBS, ABS, ASR, hamulec ręczny, hamulec przystankowy                                                     |
| Układ kierowniczy                       |                  | Servocom                                                                                                | Servocom                                                                                                |
| NADWOZIE I WNĘTRZE:                     |                  | | |
| Układ drzwi                             |                  | 1-2-2-0 1-2-2-2 2-2-2-0 2-2-2-2                                                                         | 1-2-2-0 1-2-2-2 2-2-2-0 2-2-2-2                                                                         |
| Liczba miejsc siedzących (maks.)        |                  | 54+1 | 47+1 |
| Wentylatory                             |                  | dwukierunkowe, nadmuchowo-wyciągowe                                                                     | dwukierunkowe, nadmuchowo-wyciągowe                                                                     |
| Klimatyzacja                            |                  | elektryczna, opcja                                                                                      | elektryczna, opcja                                                                                      |
| Instalacja elektryczna                  |                  | oparta o magistralę CAN-bus                                                                             | oparta o magistralę CAN-bus                                                                             |

### Akkumulátorok és hajtásrendszer

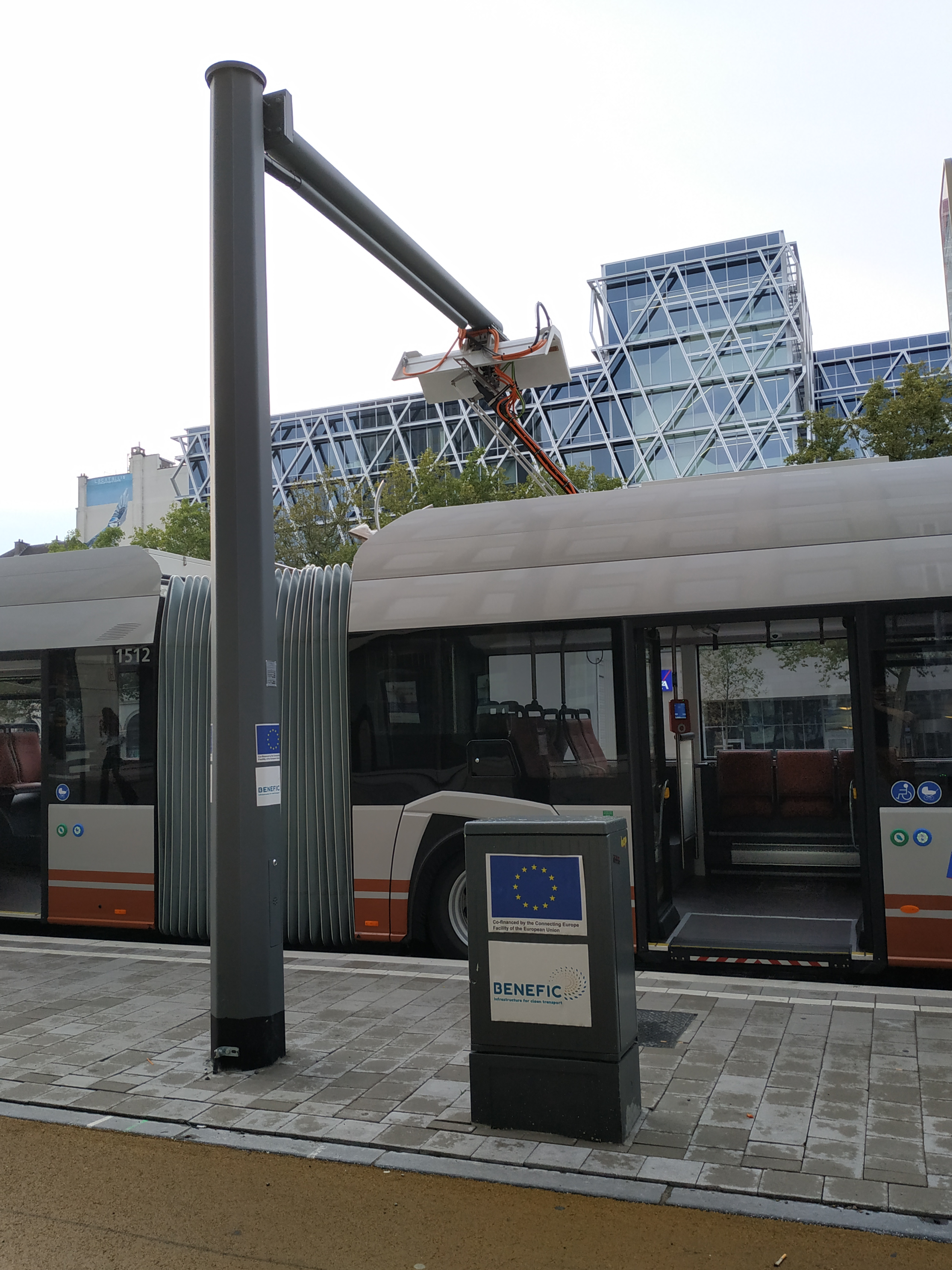
Áramszedőn keresztülő töltés egy buszmegállóban

A harmadik generációs Solaris Urbino 18 electric buszokat központi háromfázisú villanymotor hajtja meg, 240 kW (326 LE) teljesítménnyel. Gyártója a Vossloh Kiepe cég volt.  A következő generációs járművekben a gyártó központi motort is alkalmazott, azonban opcionálisan bevezették a hajtótengellyel integrált motorok használatát, jelen esetben a ZF által gyártott. A használt hajtástól függetlenül a harmadik tengelyre kerül átvitelre. A buszhajtás vezérlésére szolgáló elektromos berendezéseket többek között a következők gyártják: a lengyel Medcom cég. Az elektromosságot lítium-ion vagy lítium-ion titán vontatási akkumulátorokban tárolják, amelyek a busz hátuljában, az oldalfalakon és a jármű tetején helyezkednek el. Az akkumulátorokat csomagokban helyezik el, és kapacitásukat az ügyfél működési igényeihez igazítják. Egy csomag egy 79 kWh kapacitású akkumulátort tartalmaz. A legnagyobb akkumulátorkapacitású változatban (a BMZ Poland által gyártott Solaris High Energy +) hét ilyen csomag található a buszban: három a jármű hátsó részében és négy a tetőn. az első szakasz. Ez a rendszer 553 kWh összkapacitást ad, amivel városi körülmények között akár 200 km-t is megtehet egyetlen töltéssel. Ezen kívül léteznek Solaris High Energy akkumulátorverziók (szintén nagyobb kapacitással és ritkábban tölthető) és Solaris High Power (alacsonyabb kapacitással és alacsonyabb energiasűrűséggel, de igazítva a nagy áramerősség gyorsabb töltésére). Ezenkívül 2014-ben gyártották. A Solaris Urbino 18.75 típusú elektromos buszok egy további 101 kW-os Ballard üzemanyagcellával vannak felszerelve. Ez a megoldás lehetővé teszi a busz vonóakkumulátorainak újratöltését vezetés közben, anélkül, hogy meg kellene állnia vagy töltőinfrastruktúrát kellene kiépítenie a megállókban. Ennek a megoldásnak köszönhetően az autóbusz hatótávolsága egy töltéssel 300 km-re bővült, ami összevethető a dízelmotorral hajtott buszok üzemi paramétereivel.
A buszok töltése alapkivitelben dugaszolható csatlakozón vagy a busz tetején elhelyezett áramszedőn keresztül történik. Ami az áramszedő töltést illeti, a Solaris együttműködést létesített más európai elektromos buszgyártókkal: a VDL-lel, az Irizarral és a Volvóval, hogy az univerzális töltőkészülékek univerzális szabványát dolgozzák ki minden márkájú buszhoz. Ezenkívül a braunschweigi címzett harmadik generációs buszait Bombardier Primove induktív töltőrendszerrel szerelték fel. A töltés a buszpadlóba épített érintkezőlemez segítségével történik, amely automatikusan leereszkedik, miután eltalál egy, pl. buszmegálló felületébe épített indukciós hurkot. A maximális töltőáram ezzel a módszerrel 300 A, a teljesítmény pedig legfeljebb 200 kW. Áramszedős töltéssel viszont a Solaris High Energy + akkumulátorral a maximális töltési teljesítmény 550 kW. A konnektoros és áramszedős töltők esetében a Solaris olyan gyártók megoldásait használja, mint például: Ekoenergetyka, Medcom, ABB, Heliox és Siemens.
Az autóbuszok futóműve a Solaris Urbino 18 4. generációjában alkalmazott megoldásokra épül, hagyományos hajtással. Első tengelyként egy ZF független tengelyt (opcionális merev tengely), míg a középső üres tengelyként egy ZF semleges tengelyt, hátsóként pedig egy ZF portál tengelyt használtak (a központi villanymotoros változatban). A busz az ECAS szintezőrendszerre épül, kb. 60 mm és térdelő funkció a jobb oldalon kb. 70 mm. A szabványos bejárati magasság az út felett 320 mm. Servocom kormányrendszert használtak. A járművek ABS-, ASR- és EBS-rendszereket, valamint retardert, fék- és rögzítőféket használnak.

### Test és belső
A Solaris Urbino 18 electric váza, akárcsak égésterméke, korrózióálló acélból készült, amelyet eltávolítható oldallapok bevonattal borítanak. Mind a merészebb külső dizájn, mind a kiegyensúlyozott és visszafogott belső stílus a Solaris Urbino család más városi buszaiban alkalmazott dizájnhoz kapcsolódik. A jármű külső és belső világítást teljes egészében LED technológiában használ. Az ajtóelrendezéstől, az üléselrendezéstől és az ügyfél kívánsága szerinti egyedi konfigurációtól függően a fedélzeten legfeljebb 135 utasülés található, ebből maximum 47 ülőhely (3. generációnál: max. 54 ülés). A második ajtóban mozgássérültek számára kialakított rámpa, bent pedig a második ajtó mellett van hely a kerekesszékek vagy babakocsik számára. A fedélzetre három-négy ajtón keresztül lehet bejutni, az elülsők egyszárnyúak vagy kétszárnyúak, a többiek pedig kétszárnyúak. A kétszárnyú ajtók bejárati szélessége 1250 mm, az egyszárnyú ajtóké pedig 860 mm. Mind az utastér, mind a vezető munkaállomása (opcionálisan) légkondicionált. A buszokat leggyakrabban égetéssel fűtik (dízelolajat használnak, opcionálisan CNG), de létezik teljesen elektromos fűtésű változat is (különösen a dél-európai ügyfelek számára). A megfelelő szellőzést kétirányú ventilátorok és csuklós ablakok biztosítják az utastérben. A vevő kívánsága szerint a vezetőfülke LCD érintőpanelles műszerfallal, szabványos VDO műszerfallal, vagy új generációs Actia műszerfallal is felszerelhető  .

## Kizsákmányolás
| Państwo                       | Miasto            | Przewoźnik            | Liczba sztuk | Lata produkcji   |                                    |
| ----------------------------- | ----------------- | --------------------- | ------------ | ---------------- | ---------------------------------- |
| Sablon:Country data Belgia    | Bruksela          | [[:en:{{{2}}}\|(en)]] | 25           | 2019             | [ 46 ]                             |
| Sablon:Country data Hiszpania | Barcelona         | TMB                   | 20           | 2016, 2018, 2020 | [ 17 ] [ 27 ] [ 47 ] [ 48 ]        |
| Sablon:Country data Niemcy    | Hamburg           | [[:en:{{{2}}}\|(en)]] | 7            | 2014, 2021       | [ 41 ] [ 12 ] [ 49 ]               |
| Sablon:Country data Niemcy    | Brunszwik         | [[:en:{{{2}}}\|(en)]] | 4            | 2013             | [ 13 ] [ 12 ] [ 50 ]               |
| Sablon:Country data Niemcy    | Berlin            | BVG                   | 17           | 2020             | [ 51 ] [ 52 ] [ 53 ]               |
| Sablon:Country data Niemcy    | Offenbach am Main | OVB                   | 10           | 2020             | [ 54 ]                             |
| Sablon:Country data Niemcy    | Norymberga        | VAG                   | 2            | 2020             | [ 55 ]                             |
| Sablon:Country data Polska    | Jaworzno          | PKM                   | 9            | 2017             | [ 56 ] [ 57 ]                      |
| Sablon:Country data Polska    | Kraków            | MPK                   | 55           | 2017, 2020       | [ 58 ] [ 59 ] [ 60 ] [ 61 ] [ 62 ] |
| Sablon:Country data Polska    | Warszawa          | MZA                   | 131          | 2017, 2020       | [ 25 ] [ 30 ] [ 31 ] [ 63 ]        |
| Sablon:Country data Polska    | Katowice          | PKM                   | 5            | 2019             | [ 28 ] [ 64 ]                      |
| Sablon:Country data Polska    | Sosnowiec         | PKM                   | 5            | 2021             | [ 65 ]                             |
| Sablon:Country data Polska    | Poznań            | MPK                   | 21           | 2019, 2021       | [ 66 ] [ 67 ] [ 68 ] [ 69 ] [ 70 ] |
| Sablon:Country data Polska    | Szczecin          | SPAK                  | 10           | 2021, 2024       | [ 71 ]                             |
| Sablon:Country data Polska    | Łódź              | MPK                   | 0/8          | 2023             |                                    |
| Sablon:Country data Rumunia   | Krajowa           | RAT                   | 16           | 2021             | [ 72 ] [ 73 ]                      |
| Sablon:Country data Włochy    | Bolzano           | SASA                  | 2            | 2018             | [ 74 ]                             |
| Stan na: luty 2022            |                   |                       |              |                  |                                    |

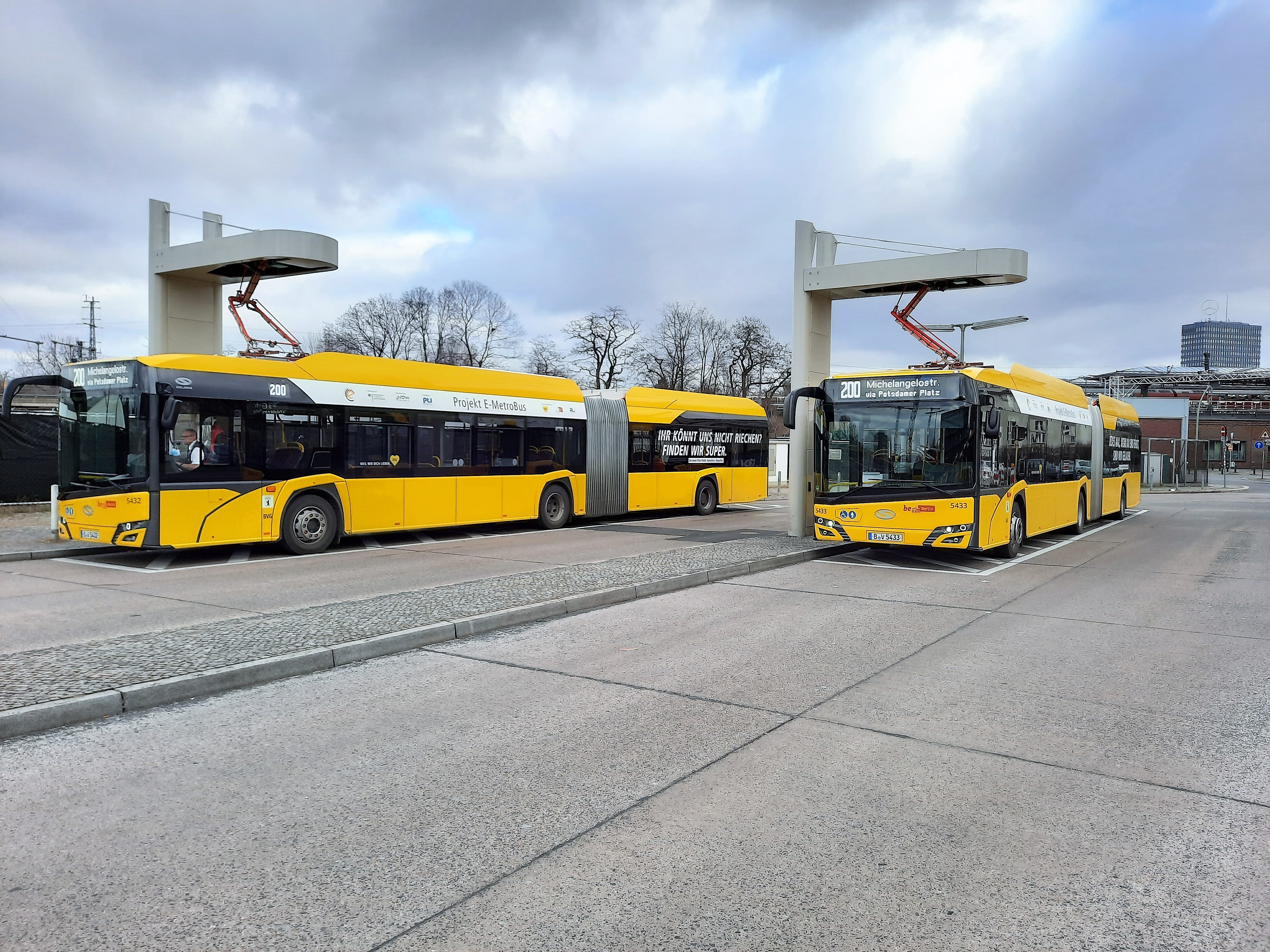
Két berlini Urbino 18 electric töltés közben (2020-as gyártmány)

A Solaris Urbino 18 elektromos buszok első címzettje a német [[:en:{{{2}}}|(en)]] volt </link> Brunswickből. 2014-ben Ebből a harmadik generációs modellből négy példányt szállítottak oda, köztük a berlini InnoTrans vásáron bemutatott prototípust is. Ezeket a járműveket az "Emil" projekt részeként küldték oda, amelynek célja az elektromobilitás fejlesztése induktív töltés segítségével. A Braunschweig számára készült Urbino 18 viszonylag kis, 90 kWh kapacitású akkumulátorokkal van felszerelve, és működés közben, a buszmegállókban történő megállások során töltődnek fel. Ezeket a buszokat a párhuzamosan szállított Solaris Urbino 12 elektromos buszokkal együtt az M19-es vonal kiszolgálására szánták     . Ugyanebben az évben a bővített Urbino 18.75 elektromos modell két egységét szállították Hamburgba a helyi [[:en:{{{2}}}|(en)]] számára </link> . A 109-es szervizvonalhoz rendelték őket, ahol különböző alternatív hajtású buszokat tesztelnek, többek között: hidrogén Mercedes-Benz Citaro FuellCELL-Hybrid  . A buszok következő címzettje a Transports Metropolitans de Barcelona lett, amely 2016. két Solaris Urbino 18 elektromos, harmadik generációs autóbuszt vezetett be az európai ZeEUS program részeként. A járműveket a H16-os vonalon állították szolgálatba.
2017-ben átadták az első Urbino 18 elektromos IV generációs buszokat. Az első címzett az MPK Kraków volt, amely a 2016 októberében aláírt megállapodás értelmében 3 ilyen típusú járművet kapott, valamint 17 darabot az Urbino 12 elektromos modellből  . Ezek a buszok voltak az első csuklós elektromos buszok Lengyelországban, és ezek egyike volt a 15.000. Solaris busz. Az új elektromos buszokat a 124-es, 169-es és 304-es vonalak kiszolgálására szánták   . 2019-ben és 2020 A krakkói MPK bemutatott még két használt Solaris Urbino 18 elektromos buszt, amelyet a Solaristól kölcsönöztek. Mindkét jármű ideiglenesen Krakkóban tartózkodik   . 2017-ben is A Solaris végrehajtotta a 2016 októberében aláírt szerződést. , amelynek keretében a PKM Jaworzno 9 db Urbino 18 elektromos IV generációs egységet kapott, 14 egyéb hosszúságú elektromos busszal együtt   . A Jaworznia Urbino 18 Electric az E és J vonalak kiszolgálására szolgál  .
2017-ben szerződést írtak alá további három elektromos busz szállítására a TMB számára. Új buszok, ezúttal a 4. generációból, 2018 decemberében kerültek Barcelona utcáira   . 2019-ben A Solaris további két szerződést kötött Lengyelországban – 5 járművet szállítottak a PKM Katowice-nek , és 15 járművet a Poznańi MPK- nak   . Ugyanebben az évben a Solaris a 2017-es szerződést is teljesítette. 25 csuklós elektromos buszhoz [[:en:{{{2}}}|(en)]] hordozóhoz </link> Brüsszelből   . 2018-ban Az MZA Warszawa 130 darab csuklós elektromos autóbusz szállítására hirdetett pályázatot , amelyen egyetlen gyártó vett részt - a Solaris , amellyel 2019 júliusában írták alá a szerződést   . A szerződés értéke 399,5 millió PLN  . Korábban (2017 óta) egy, a gyártó tulajdonában lévő Urbino 18 Electricet elküldtek az MZA-hoz hároméves tesztelésre  . Az új buszok szállítása februárban kezdődött és 2020 decemberében fejeződött be   . 2019-ben Az "E-MetroBus" kutatási és fejlesztési projekt részeként 15 Urbino 18 elektromos egységet is szerződtettek a Berliner Verkehrsbetriebe -vel   . Ezeknek a járműveknek a szállítása a 90 Urbino 12 elektromos egység szállítása mellett 2020 áprilisában kezdődött. A buszok többek között: turista vonal 200  . 2020-ban A Solaris további 14 elektromos autóbuszt szerződött a barcelonai TMB-nek , 16 elektromos buszt a romániai Craiova város fuvarozójának  (szállítások 2021  ), további 50 járművet az MPK Kraków  számára (szállítás 2021  73]).  ) és további 6 a Poznańi MPK  számára (szállítások 2021-ig  ). 2021-ben 8 darab Urbino 18 Electricet szállítottak Szczecinbe  .
A Solaris 2021 és 2025 között a Hochbahn Hamburg számára összesen 530 elektromos busz egyik szállítója lett. A keretszerződés értelmében a fuvarozó 5 darabot rendelt. az Urbino 18 elektromos modell  . 2022-ben szerződést kötöttek 183 darab szállítására. Urbino 18.75 Electric az Unibuss fuvarozó számára, hogy egy vonalat üzemeltethessen Oslo belvárosában   .

## Fordítás
Ez a szócikk részben vagy egészben  a   Solaris Urbino 18 electric című lengyel Wikipédia-szócikk ezen változatának fordításán alapul.  Az eredeti cikk szerkesztőit annak laptörténete sorolja fel. Ez a jelzés csupán a megfogalmazás eredetét és a szerzői jogokat jelzi, nem szolgál a cikkben szereplő információk forrásmegjelöléseként.